# Kabaréorkestern
Kabaréorkestern (även Kabaretorkestern) var en musikgrupp som Mikael Wiehe bildade efter att Hoola Bandoola Band upplösts.
Medlemmar var Wiehe själv på kompgitarr, piano och sång; Ale Möller på bl.a. bouzouki, baglamas, dragspel, trumpet, gitarrer, piano; Anders "Chico" Lindvall på sologitarr, Frans Sjöström på sopransax; Arne Franck på elbas; Per-Ove Kellgren på trummor och Göran Skytte på tvärflöjt.

## Diskografi
- 1979 - Kabaréorkestern: Elden är lös (LP, Amalthea AM 10).
- 1978 - Samlade krafter (diverse artister, LP, Avanti AVLP 05)
- 1978 - Mikael Wiehe och Kabaréorkestern: Sjömansvisor (LP, MNW 82P)
- 1977 - Finn Zetterholm & Kabaretorkestern: Längtans blåa elefant (LP, YTF 50183)